# 三浦淳悟
三浦 淳悟（みうら じゅんご、1975年7月17日 - ）は、神奈川県出身のベーシスト。
自身のバンドペトロールズの他、吉井和哉サポートメンバーとしての活動の他様々な音楽家との活動を行っている。

## 略歴
中学1年生でギターを始め、HR/HM低迷期の中、シーンで気を吐いていたザック・ワイルドに憧れる。ザックのトレードマークである、長髪とベルボトムに挑戦するも、クセ毛の為に長髪は断念するが、ベルボトムは履く。
高校時代はラグビー部に所属。高卒就職を試みるも、親の説得もあり進学の道を選び、名門ボストン・バークリー音楽院に留学。
1998年頃からベースも触り始め、帰国後、学友であるLoop Junktionにベーシストとして加入（2004年解散）。
以後サポート業をこなす中、椎名純平バンドにて出会った長岡亮介とウマが合う。
2006年よりSpinna-bill、吉井和哉のツアーサポートメンバーに参加。
2009年、椎名林檎4枚目のアルバム「三文ゴシップ」の「丸ノ内サディスティック（EXPO ver.）」にベースで参加。